# Svart på vitt (film)
Svart på vitt (finska: Mustaa valkoisella) är en finsk dramafilm från 1968 regisserad av Jörn Donner. Den handlar om en kylskåpsförsäljare vid namn Juha Holm (spelad av Donner själv) som inleder en otrohetsaffär med den unga lifterskan Maria (spelad av Kristiina Halkola).
Filmen skapade mycket uppmärksamhet bland annat för sina sexscener, som var de mest vågade som dittills förekommit i en finsk film.
Filmhistorikern Peter von Bagh säger att "konfliktarenan här, liksom i Donners senare filmer, är sängen, var den än må vara. Utgångspunkten är ett familjeporträtt: en idealbild av lycka, en miniatyr av det välmående Finland. Huvudpersonen gränsar till utbrändhet, och kameran följer dramat av de andra sönderfallande karaktärerna och relationerna som om i ett laborationsexperiment."